# 岩山敬義

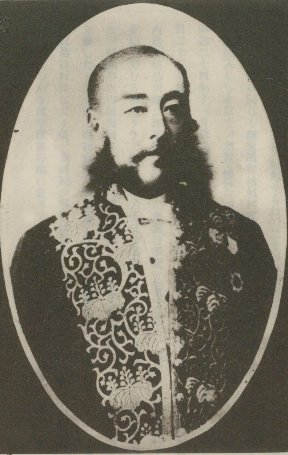
岩山敬義

岩山 敬義（いわやま たかよし、1839年11月18日〈天保10年10月13日〉 - 1892年〈明治25年〉1月13日）は、日本の官僚。宮崎県知事、石川県知事、駒場農学校初代校長、下総御料牧場の初代場長、農務局長を歴任。正四位・勲三等。日本農政、特に牧羊の貢献者。薩摩藩家老岩山八郎太の子。姉糸子（いと）が西郷隆盛に嫁いでおり、隆盛にとっては義理の弟にあたる。著書に『西洋農学法教養』。幼名岩山壮太郎、壮八郎。通称・直樹。

## 日本牧羊の父
古来の日本の農政を研究の後、英米へ留学して主に牧羊について学ぶ。帰国後明治政府の勧農畜産政策を担った。
当時の日本では羊はあまり知られておらず、政府の畜産に関する方針は牛馬に力点が置かれていた。新政府に招聘された外国人ル・ジャンドルが軍用毛布のため羊毛の自給の必要性を説き、牧羊の専門家として、大久保利通によって下総に新設された牧羊場の初代場長に抜擢された。
国内初の牧羊場経営という試みであったことから、明治政府はアメリカ人牧羊家のアップジョーンズを主任技師として招き、牧羊場地の選定から飼育の仕方まで指導を受けることとなる。しかし、明治11年（1878年）8月、アップジョーンズは牧羊場の官舎で賊に襲われて重傷を負い、翌年に帰国した。下総牧羊場での事業は頓挫し、取香種畜場と合併して再建されることになる。

## 略歴
- 天保10年10月（1839年） - 薩摩藩家老座書役の岩山八郎太直温の子として生まれる。先祖は岩山半兵衛源直朝で、その支流家である。
- 嘉永5年（1852年） - 13歳で薩摩藩主島津斉彬の小姓となる。
- 明治元年（1868年） - 民部省地理司に出仕。
- 明治4年（1871年） - アメリカ合衆国に留学。
- 明治6年（1873年） - 帰国。種綿羊や牧草種子、農機具を輸入。農事試験場長に就任。
- 明治7年（1874年） - 勧業権助となり、下総に牧羊場と取香種畜場（下総御料牧場の前身）を創設。農学校設立のため、外国より農学・農芸化学・獣医学の教師を招聘。
- 明治8年（1875年） - 米国より種馬29頭を導入。英国より種馬4頭寄贈。国内から吾妻を含む21頭を導入。
- 明治9年（1876年） - 東北地方（南部地方）から牝馬350頭を導入。
- 明治10年（1877年） - アメリカより種馬8頭、乗馬2頭を導入。
- 明治11年（1878年） - 駒場農学校創設。取香種畜場に獣医科を設置（日本獣医学の発祥）。
- 明治12年（1879年） - 内務権大書記官に任命。
- 明治14年（1881年） - 新設された農商務省の権大書記官に任命。
- 明治15年（1882年） - 創立された大日本農会の幹事となる。
- 明治17年（1884年） - 畜産諮詢会を設立し、会頭に就任。下総の牧羊場と取香種畜場が合併し下総種畜場となる。
- 明治18年（1885年） - 駒場農学校校長に就任。宮内省御用掛に任命。製糸諮問会会頭に就任。
- 明治19年（1886年） - 農務局長に任命。
- 明治20年（1887年） - 宮崎県知事に就任。
- 明治25年（1892年）1月 - 54歳にて卒去。品川の海晏寺に葬られる。境内に顕彰碑が建つ。

## 栄典・授章・授賞
位階
- 1874年（明治7年）2月18日 - 従六位[3]

勲章等
- 1887年（明治20年）5月27日 - 勲五等双光旭日章[4]
- 1889年（明治22年）11月25日 - 大日本帝国憲法発布記念章[5]
- 1890年（明治23年）12月26日 - 勲三等瑞宝章[6]